# Caenicenses
Els caenicenses eren un poble gal o potser lígur de la Gàl·lia Narbonesa que Plini el Vell diu que vivien en un oppidum latinum. S'ha suggerit que s'hauria de corregir el nom de caenicenses que dona Plini per caenienses.
Se situava vora el riu Caenus, que Claudi Ptolemeu diu que es trobava entre la boca del Roine i Massàlia. No es pot precisar quin riu era aquest. Se l'ha identificat amb l'Ais, que desemboca a l'Estany de Bèrra, o amb algun altre rierol que també desemboca en aquell llac.